# Kʷetwóres规则
Kʷetwóres规则是一条关于原始印欧语的重音音变规则。早期语言学家已经观测到，但在20世纪80年代才引起人们足够的重视并被命名（可能是由Helmut Rix 在1985年首次命名）。该规则指出，若一个单词的三个音节包含é-o-X（X是任何一个元音）的元音模式，重音将会迁移到中间的音节，即形成e-ó-X。例如：
- kʷetwóres < kʷétwores“四”(拉丁語：quattuor)
- 单数宾格形式：
  - r-词干：swes-ór-m̥ < swés-or-m̥“姐妹”的单数宾格形式
  - r-词干：ǵʰes-ór-m̥ < ǵʰés-or-m̥“手”的单数宾格形式
  - s-词干：h2ews-ós-m̥ < h2éws-os-m̥ "Hausōs（英语：Hausōs）" (吠陀梵语 )

在此规则之前，还有一条假定的规则：在重音音节后改è 为ò，例如 kʷetwóres < kʷétwores < kʷétweres.
1998年，Rix在  一书的前言(p. 22)中援引该规则，来解释为什么完成时中ó 等级上带有重音，如ǵe-ǵónh- / ǵé-ǵn̥h- < ǵé-ǵenh- / ǵé-ǵn̥h- “被创造，被生产”。
Mottausch也用这条规则来解释元音变换中重音ó 的变化等级。